# Megachile kartaboensis
Megachile kartaboensis är en biart som beskrevs av Mitchell 1930. Megachile kartaboensis ingår i släktet tapetserarbin, och familjen buksamlarbin. Inga underarter finns listade i Catalogue of Life.